# Bosone III de La Marche
Bosone III de La Marche, Boson in francese (... – Confolens, 1091), fu Conte de La Marche dal 1088 alla sua morte.

## Origine
Secondo il Chronicon sancti Maxentii Pictavensis, Chroniques des Eglises d'Anjou, Bosone era figlio primogenito del Conte de La Marche, Adalberto II e della moglie, Ponzia, di cui non si conoscono gli ascendenti.
Ancora secondo il Chronicon sancti Maxentii Pictavensis, Chroniques des Eglises d'Anjou Adalberto II de La Marche era figlio primogenito del Conte de La Marche, Bernardo I e della moglie, Amelia de Rasés (? - † 1053); secondo altre fonti la madre di Almodis potrebbe essere anche Amelia di Montignac (ca. 989 -† ca. 1072) oppure Amelia d'Aulnay (ca. 990 -† ca. 1072), mentre altri la mettono in relazione con Ermengarda di Corson, viscontessa di Comborn (deducendolo dal documento nº97 del Cartulaire de l'abbaye d'Uzerche (Corrèze). Il nome della madre, ripreso da un documento del 1053 ("Almodis comitissa, filia que es Amelie comitisse") è citato dallo storico José Enrique Ruiz Domenec nel suo libro Quan els vescomtes de Barcelona eren (Barcelona, 2006), quando cita la figlia, Almodis, contessa di Barcellona, che riceve il giuramento di fedeltà dal vescovo di Barcellona, Guislaberto.

## Biografia
Di Bosone si hanno scarse notizie.
Alla morte di suo padre, Adalberto (Audebertus comes de Marchia), riportata dal Chronicon sancti Maxentii Pictavensis, Chroniques des Eglises d'Anjou, nel 1088 (MLXXXVIII), Bosone (Boso filius eius), essendo il figlio primogenito, gli succedette, come Bosone III, Conte de La Marche.
Il documento n° VIII degli Archives historiques du Poitou. T.1, datato 1190, ci conferma che Bosone era conte di La Marche, in quanto come tale (Boso quoque comes de Marchia) controfirma il documento di donazione, al monastero di San Nicola.
La morte di Bosone (Boso comes de Marchia) viene riportata dal Chronicon sancti Maxentii Pictavensis, Chroniques des Eglises d'Anjou, nel 1091 (MXCI), precisando che fu ucciso (in battaglia) a Confolens (Confolento castro) e che, dato che non aveva eredi, gli succedette la sorella, Almodis (Aumodis soror sua). Però la contea fu governata dallo zio di entrambi, Oddone I, come ci viene confermato dal documento n 93, datato 1092, del Cartulaire de l'abbaye d'Uzerche (Corrèze), in cui il conte Oddone (Oddo comes qui rater fuit Aldeberti Marchiæ comitis) fa una donazione in suffragio delle anime del padre, Bernardo, della madre, Amelia, dei nipoti, Bosone, e di due suoi fratelli, e del fratello, Adalberto II.

## Matrimonio e discendenza
Bosone aveva sposato Aldearda, di cui non si conoscono gli ascendenti, e dalla quale non ebbe discendenza.

### Fonti primarie
- (LA)  Chronicon sancti Maxentii Pictavensis, Chroniques des Eglises d'Anjou.
- (LA)  Cartulaire de l'abbaye d'Uzerche (Corrèze).
- (LA)  Ruiz-Domenèc, J. E. (2006) Quan els vescomtes de Barcelona eren (Barcelona) Archiviato il 20 dicembre 2014 in Internet Archive..
- (LA)  Archives historiques du Poitou. T. 1.

### Letteratura storiografica
- (FR)  Alfred Richard, Les comtes de Poitou, tome I,.